# Kritische Diskursanalyse
Die Kritische Diskursanalyse (engl. Critical Discourse Analysis) wird im Allgemeinen als ein linguistisches Forschungsprogramm mit großer Theorien- und Methodenvielfalt verstanden. Ihr Untersuchungsgegenstand sind soziale Probleme, wobei das Augenmerk insbesondere auf das Verhältnis zwischen Sprache und Macht oder Herrschaft gerichtet wird. Charakteristisch für die Kritische Diskursanalyse sind Interdisziplinarität und die Berücksichtigung von Intertext- und Interdiskursbeziehungen sowie des historischen Kontextes. Sie schließt aus marxistischer Perspektive an den Diskursbegriff von Foucault an. Gefragt wird nach dem, was in den Redeweisen nicht gesagt wird oder sagbar ist.

## Zentrale Konzepte nach Wodak
Ruth Wodak zählt neben Norman Fairclough und Teun van Dijk zu den prominentesten Gründerinnen der „Kritischen Diskursanalyse“.

### Diskurs
Diskurs wird als soziale Praxis verstanden, die diskursive Events, reale Situationen, Institutionen und soziale Strukturen umfasst. Die Praxis greift in den Diskurs ein, dieser wiederum verändert die Situation und Strukturen: „discourse is socially constitutive as well as socially conditioned.“

### Kritikbegriff
Der Terminus „Kritisch“ oder „Kritik“ impliziert in diesem Zusammenhang mehrere Aspekte. Zum einen sollen empirisch erhobene Daten in ihren sozialen Kontext gesetzt werden, sodass essentielle Eigenschaften wie die Interkonnektivität des sozialen und politischen Engagements und der soziologisch fundierten Konstruktion unserer Gesellschaft sichtbar gemacht werden können. Gleichzeitig bedeutet „Kritisch“ auch, politisch Stellung zu beziehen und den Fokus auf die Reflexion der eigenen Untersuchungsmethoden zu legen. Die „Kritik“ verfolgt das Ziel, den sozialen Akteuren ihre eigenen Interessen aufzuzeigen und bewusst zu machen.

### Ideologie
Die Kritische Diskursanalyse betrachtet Ideologie als ein Mittel zur Konstruktion und Übertragung von Sinn. Sie interessiert sich dafür, wie Sprache Ideologien, die in der Schaffung und Aufrechterhaltung von ungleichen Herrschaftsverhältnissen eine entscheidende Rolle spielen, in verschiedenen sozialen Institutionen vermittelt. D. h. symbolische Formen werden darauf untersucht, ob sie Herrschaft erzeugen und unterstützen.

### Macht
Der Machtbegriff beschreibt das Verhältnis von Ungleichheiten in sozialen Strukturen. Es wird davon ausgegangen, dass jede Sprechsituation durch solche Machtstrukturen verzerrt ist. Sprache sei nicht die Ursache für Macht, doch als Medium von Herrschaft und sozialer Gewalt ermögliche sie den Ausdruck von Herrschaft, aber auch deren Subversion. Die Kritische Diskursanalyse macht jene linguistischen Formen, die in der Handhabung von und im Umgang mit Macht verwendet werden, zu ihrem Untersuchungsgegenstand.

### Kontext
Die Kritische Diskursanalyse fasst den Kontextbegriff so weit, dass bei einer Textuntersuchung die historischen Entwicklungen der diskursiven Praxis, die Intertextualität sowie die Interdiskursivität beachtet werden müssen. Die Dekonstruktion des sozial-politischen und historischen Kontexts, in dem die diskursiven Events eingebettet sind, sei essentiell. Hierbei seien interdisziplinäre Ansätze notwendig, um den Kontext theoretisch zu fundieren.